# Liste der Biografien/Cara
Liste der Biografien |
Portal Biografien |
Personensuche
# |
A |
B |
C |
D |
E |
F |
G |
H |
I |
J |
K |
L |
M |
N |
O |
P |
Q |
R |
S |
T |
U |
V |
W |
X |
Y |
Z |
?
 
Ca |
Cb |
Cc |
Ce |
Ch |
Ci |
Cj |
Ck |
Cl |
Cm |
Cn |
Co |
Cr |
Cs |
Ct |
Cu |
Cv |
Cw |
Cy |
Cz
 
Caa–Cag |
Cah |
Cai |
Caj |
Cak |
Cal |
Cam |
Can |
Cao–Cap |
Caq |
Car |
Cas |
Cat–Caz
 
Cara |
Carb |
Carc |
Card |
Care |
Carf |
Carg |
Carh |
Cari |
Carj |
Cark |
Carl |
Carm |
Carn |
Caro |
Carp |
Carq |
Carr |
Cars |
Cart |
Caru |
Carv |
Carw |
Cary |
Carz
Die Liste der Biografien führt alle Personen auf, die in der deutschsprachigen Wikipedia einen Artikel haben. Dieses ist eine Teilliste mit 189 Einträgen von Personen, deren Namen mit den Buchstaben „Cara“ beginnt.

## Cara
- Cara, italienische Popsängerin
- Cara, Alessia (* 1996), kanadische Pop- und R&B-Sängerin italienischer AbstammungAlessia Cara (* 1996)

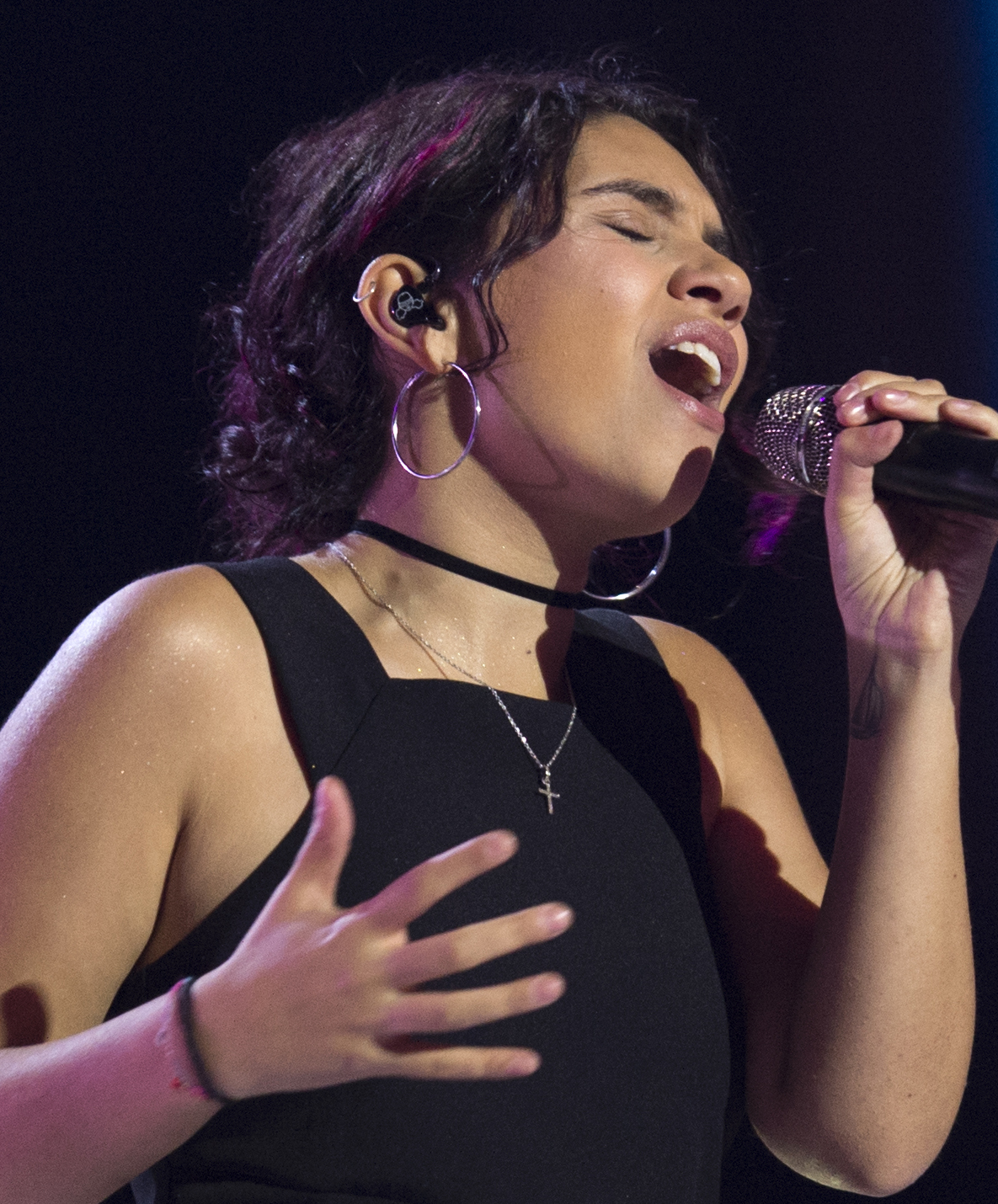
Alessia Cara (* 1996)

- Cara, Aleyna (* 1995), deutsch-türkische Schauspielerin
- Cara, Irene († 2022), US-amerikanische Sängerin und Schauspielerin
- Cara, Marco, italienischer Komponist und Lautenvirtuose
- Cara, Selcuk (* 1969), deutscher Opern- und Konzertsänger in der Stimmlage Bass sowie Autorenfilmer und Autor
- Cara, Simon (* 2005), französischer Fußballspieler

### Carab
- Carabain, Jacques (1834–1933), niederländisch-belgischer Maler
- Carabajal, Peteco (* 1956), argentinischer Komponist, Songwriter, Musiker und Sänger
- Carabalí, Jorelyn (* 1997), kolumbianische Fußballspielerin
- Caraballo Fermín, Ángel Francisco (* 1965), venezolanischer Geistlicher, römisch-katholischer Erzbischof von Cumaná
- Carabaña, Nahuel (* 1999), andorranischer Langstrecken- und Hindernisläufer
- Carabela, Constantin (* 1940), rumänischer Biathlet
- Carabella, Flora (1926–1999), italienische Schauspielerin
- Carabelli, Abelardo (* 1960), argentinischer Fußballspieler
- Carabelli, Adolfo (1893–1947), argentinischer Tango- und Jazzmusiker, Pianist, Komponist und Bandleader
- Carabelli, Colomba (1775–1861), korsische Person der Zeitgeschichte und Romanvorlage
- Carabelli, Francesco (1737–1798), Schweizer Stuckateur
- Carabelli, Georg (1787–1842), österreichischer Zahnarzt
- Carabés Chávez, Víctor (* 1963), mexikanischer römisch-katholischer Ordensgeistlicher, Bischof von Tenancingo
- Carabet, Alin (* 1972), rumänischer Agrarwissenschafter
- Carabetta, Bruno (* 1966), französischer Judoka
- Carabias Lillo, Julia (* 1954), mexikanische Biologin und Umweltministerin
- Carabias, Josefina (1908–1980), spanische Juristin, Autorin und Journalistin
- Carabin, François-Rupert (1862–1932), französischer Künstler
- Carabott, David (* 1968), maltesischer Fußballspieler
- Carabu (1791–1865), englische Hochstaplerin

### Carac
- Caracalla (188–217), römischer Kaiser (211–217)Caracalla (188–217)

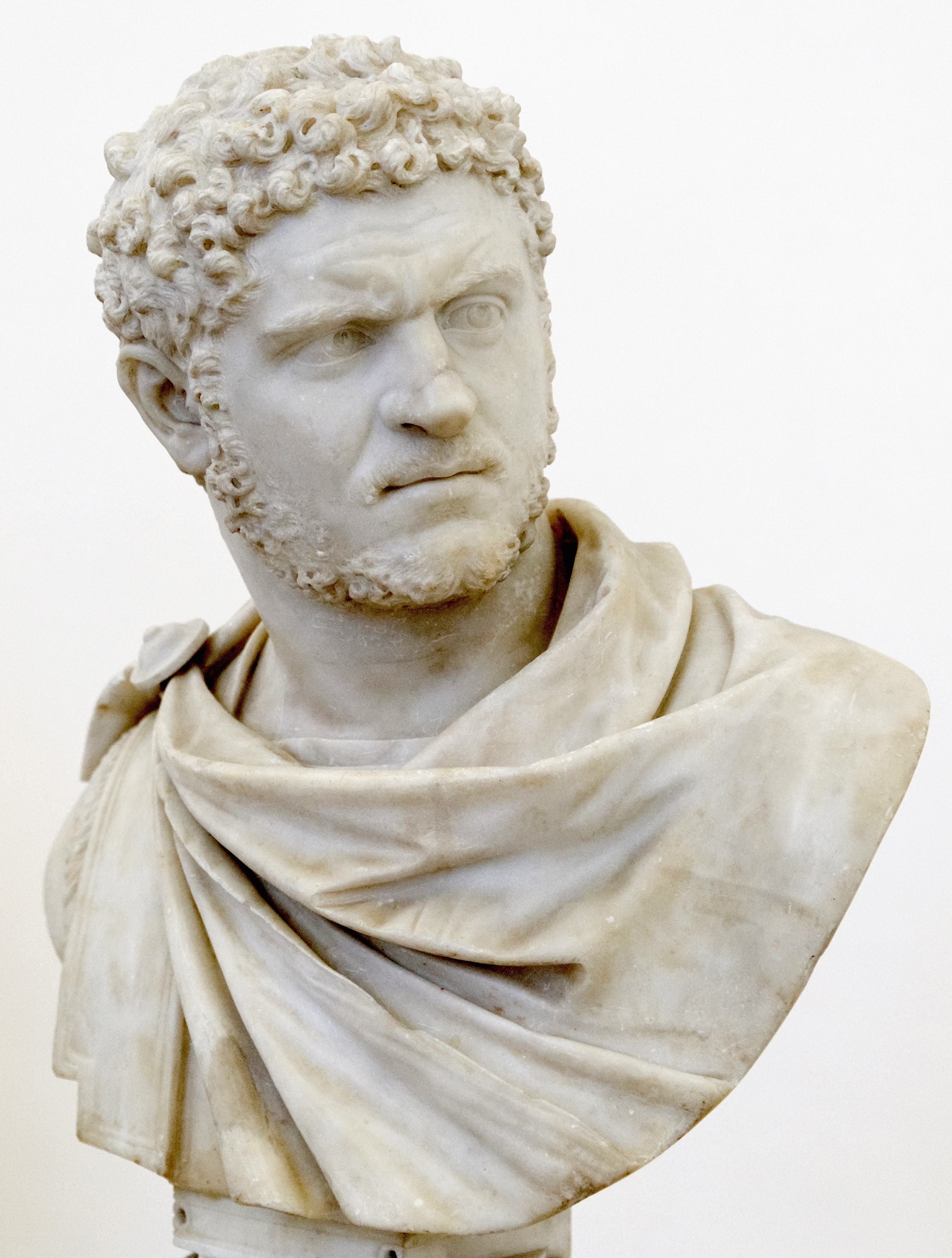
Caracalla (188–217)

- Caracas, Daniela (* 1997), kolumbianische Fußballspielerin
- Caracciola, Alois (1873–1948), deutscher Oberstleutnant und Polizeioffizier
- Caracciola, Otto (1815–1886), deutscher Weinhändler, Hotelier und Politiker
- Caracciola, Rudolf (1901–1959), deutscher AutomobilrennfahrerRudolf Caracciola (1901–1959)

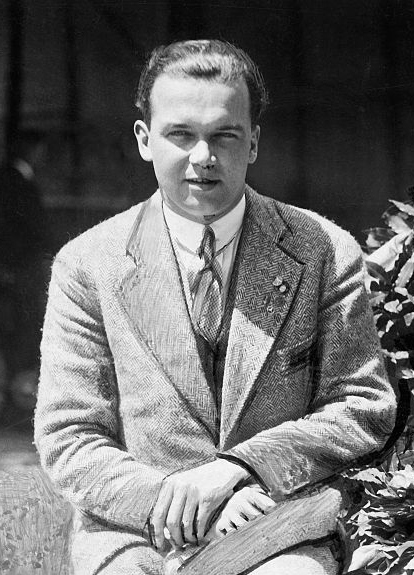
Rudolf Caracciola (1901–1959)

- Caracciola-Delbrück, Günther (1898–1945), deutscher Major
- Caraccioli Moncada, Héctor (1922–1975), honduranischer Präsident
- Caraccioli, Clemente (1670–1721), muslimischer und christlicher Kopist
- Caracciolo Aricò, Angela (1940–2015), italienische Italianistin und Romanistin
- Caracciolo di Feroleto, Mario (1880–1954), italienischer General
- Caracciolo, Alberto (1918–1994), argentinischer Bandoneonist, Bandleader, Tangokomponist und Arrangeur
- Caracciolo, Andrea (* 1981), italienischer Fußballspieler
- Caracciolo, Battistello (1578–1635), italienischer Maler
- Caracciolo, Carlo (1925–2008), italienischer Medienunternehmer
- Caracciolo, Carmine Nicolao (1671–1726), spanischer Grande, Vizekönig von Peru
- Caracciolo, Corrado († 1411), Kardinal der Römischen Kirche
- Caracciolo, Diego Innico (1759–1820), Kardinal der römisch-katholischen Kirche
- Caracciolo, Emanuele (1912–1944), italienischer Filmschaffender
- Caracciolo, Filippo (1903–1965), italienischer Adeliger, Politiker, Antifaschist, Funktionär und Autor
- Caracciolo, Francesco (1752–1799), Admiral des Königreiches Neapel
- Caracciolo, Franco (1920–1999), italienischer Dirigent
- Carácciolo, Franz von (1563–1608), Ordensgründer und Heiliger der römisch-katholischen Kirche
- Caracciolo, Galeazzo (1517–1586), italienischer Calvinist
- Caracciolo, Giovanni (1487–1550), neapolitanischer Aristokrat, Marschall von Frankreich
- Caracciolo, Ida (* 1961), italienische Juristin
- Caracciolo, Innico (1607–1685), italienischer Geistlicher, Erzbischof von Neapel und Kardinal
- Caracciolo, Luca (* 1978), deutsch-italienischer Journalist
- Caracciolo, Niccolò (1658–1728), Kardinal der römisch-katholischen Kirche
- Caracciolo, Nicola (1931–2020), italienischer Journalist und Dokumentarfilmer
- Caracciolo, Ottorino (1855–1880), italienischer Maler
- Caracciolo, Riccardo († 1395), Gegen-Großmeister des Johanniterordens
- Caracciolo, Sergianni († 1432), Condottiere
- Caracciolo, Tommaso (1572–1631), italienischer Feldmarschall
- Caracciolo, Troiano († 1456), italienischer Adliger und Condottiere, Herzog von Melfi und Venosa, Graf von Avellino, Baron von Frigento und Herr von Leonessa und San Fele
- Caraco, Albert (1919–1971), uruguayischer Philosoph und Autor
- Caracol, Manolo (1909–1973), spanischer Flamenco-Sänger
- Caracristi, Ann (1921–2016), amerikanische Kryptoanalytikerin

### Carad
- Caradec, François (1924–2008), französischer Biograph, Lexikograf und Schriftsteller
- Caradec, Odile (1925–2021), französische Lyrikerin
- Caradeux, Anaïs (* 1990), französische Freestyle-Skierin
- Caradja, Constantin (1795–1860), griechischer Diplomat
- Caradja, Jean Georges (1754–1844), Fürst der Walachei und der Moldau
- Caradoc von Llancarfan, walisischer Geistlicher und Autor
- Caradog ap Gruffydd († 1081), Fürst von Gwent in Südwales
- Caradog ap Iestyn, walisischer Lord von Afan in Südwales
- Caradonna, Konstanze (* 1968), deutsch-schweizerische Sängerin, Musikerin und Komödiantin
- Caradonna, Toni (* 1972), Schweizer Komödiant und Straßenkünstler
- Caradosso († 1527), italienischer Goldschmied und Medailleur

### Caraf
- Carafa della Spina di Traetto, Domenico (1805–1879), italienischer Geistlicher, Erzbischof von Benevent und Kardinal
- Carafa della Spina di Traetto, Francesco (1722–1818), italienischer Kardinal
- Carafa della Spina, Carlo (1611–1680), Bischof von Aversa, Kardinal und Apostolischer Nuntius
- Carafa della Spina, Fortunato Ilario (1631–1697), italienischer Bischof und Kardinal
- Carafa della Stadera, Riccardo (1859–1920), italienischer Senator, Gründungsmitglied des Internationalen Olympischen Komitees (IOC)
- Carafa di Belvedere, Marino (1764–1830), italienischer Kardinal und Bürgermeister von Neapel
- Carafa, Alfonso (1540–1565), italienischer Geistlicher, Erzbischof von Neapel und Kardinal
- Carafa, Antonio (1538–1591), Kardinal der Römischen Kirche
- Carafa, Carlo (1517–1561), Soldat und KardinalCarlo Carafa (1517–1561)

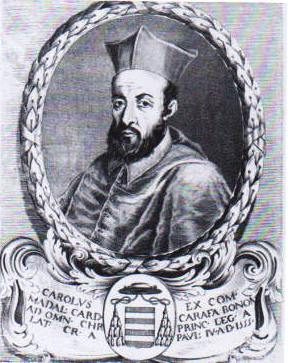
Carlo Carafa (1517–1561)

- Carafa, Carlo (1561–1633), italienischer Soldat und Priester
- Carafa, Carlo (1584–1644), Bischof von Aversa und Nuntius in Wien
- Carafa, Decio (1556–1626), italienischer Kardinal, Erzbischof von Neapel
- Carafa, Diomede (1492–1560), Kardinal der Römischen Kirche und Bischof von Ariano
- Carafa, Francesco († 1544), italienischer Erzbischof
- Carafa, Giacomo († 1488), Adliger und Condottiere
- Carafa, Gianvincenzo (1477–1541), italienischer Kardinal und Bischof
- Carafa, Gregorio (1615–1690), Großmeister des Malteserordens
- Carafa, Lelio († 1761), Militärperson
- Carafa, Mario († 1576), Erzbischof von Neapel
- Carafa, Michele (1787–1872), italienischer Opern-Komponist
- Carafa, Oliviero (1430–1511), Erzbischof von Neapel und Kardinal
- Carafa, Pier Luigi (1581–1655), Kardinal der katholischen Kirche
- Carafa, Pietro Luigi (1677–1755), italienischer Geistlicher, Kardinal und Kardinaldekan
- Carafa, Vincenzo (1585–1649), Generaloberer der Societas Jesu (Jesuitenorden)
- Carafano, James (* 1955), US-amerikanischer Lehrer und Schriftsteller
- Caraffa, Antonio von (1646–1693), habsburgischer Feldmarschall
- Caraffa, Girolamo (1564–1633), spanischer und kaiserlicher Feldmarschall
- Caraffa, Johann Karl von (1671–1743), königlich ungarischer Generalfeldmarschall
- Caraffino, Lazzaro († 1665), italienischer Geistlicher, Bischof von Melfi und Bischof von Como

### Carag
- Caragea, Corina (* 1982), rumänische Fernsehmoderatorin (Pro TV)
- Caragiale, Ion Luca (1852–1912), rumänischer SchriftstellerIon Luca Caragiale (1852–1912)

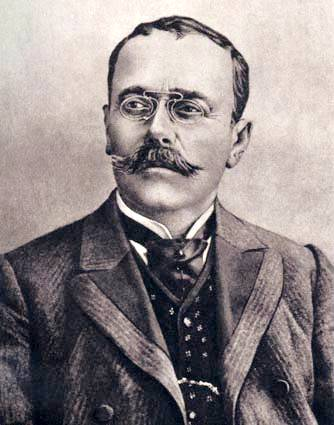
Ion Luca Caragiale (1852–1912)

- Caragiale, Mateiu (1885–1936), rumänischer Schriftsteller und Maler
- Caragiu, Toma (1925–1977), rumänischer Schauspieler
- Caraglio, Gian Giacomo († 1565), italienischer Kupferstecher, Architekt und Medailleur des Manierismus
- Caragounis, Chrys C. (* 1940), griechisch-schwedischer Theologe und Neogräzist

### Carai
- Caraiani, Ana (* 1985), rumänisch-US-amerikanische Mathematikerin

### Caral
- Caralp, Auguste (1892–1981), französischer Autorennfahrer

### Caram
- Caram, Ana (* 1958), brasilianische Sängerin
- Caram, Sergio (* 1967), uruguayischer Pianist
- Caramalău, Ion (1956–2010), rumänischer Fußballspieler
- Caraman-Chimay, Clara Ward, Princesse de (1873–1916), US-amerikanisches Model in der Zeit der Belle Époque
- Caramani, Daniele (* 1968), italienischer Politikwissenschaftler
- Caramanica, Carmen (1945–2023), US-amerikanischer Jazzmusiker (Gitarre)
- Caramaschi, Claudio (* 1940), italienischer Schauspieler, Schriftsteller und Regisseur
- Caramaschi, Renzo (* 1946), italienischer Politiker, Beamter, Fotograf und Autor (Südtirol)Renzo Caramaschi (* 1946)

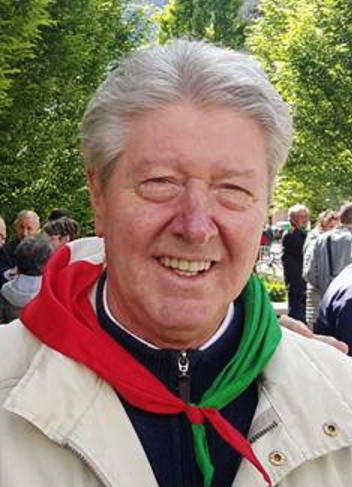
Renzo Caramaschi (* 1946)

- Carambula, Adrian (* 1988), italienischer Beachvolleyballspieler
- Carámbula, Antonio (* 1960), uruguayischer Politiker
- Carámbula, Marcos (* 1947), uruguayischer Politiker
- Carámbula, María (* 1968), uruguayische Schauspielerin
- Carame, Christoph Lorenz (1737–1809), katholischer Geistlicher, Dekan des St. Stephanstiftes Bamberg und Prokanzler der Bamberger Universität
- Caramel, Luciano (1935–2022), italienischer Kunstkritiker und Kunsthistoriker
- Caramelle (* 1988), deutsche R&B- und POP-Sängerin
- Caramelle, Ernst (* 1952), österreichischer Künstler
- Caramelle, Franz (* 1944), österreichischer Kunsthistoriker
- Caramico, Robert (1932–1997), US-amerikanischer Kameramann
- Caramuel y Lobkowitz, Juan (1606–1682), spanischer katholischer Geistlicher, Philosoph, Theologe, Astronom und Mathematiker
- Caramuru († 1557), portugiesischer Kolonist in Brasilien

### Caran
- Carandini, Andrea (* 1937), italienischer Klassischer Archäologe
- Carandini, Filippo (1729–1810), italienischer Kardinal der Römischen Kirche
- Carandini, Marie (1826–1894), britische Opernsängerin (Sopran)
- Carandini, Nicolò (1896–1972), italienischer Politiker und Diplomat
- Carando, Danilo (* 1988), argentinischer Fußballspieler
- Caranfil, Gheorghe (* 1930), rumänischer Politiker (PCR) und Diplomat
- Carangi, Gia (1960–1986), US-amerikanisches Supermodel
- Carannante, Antonio (* 1965), italienischer Fußballspieler und -trainer
- Carano, Gina (* 1982), US-amerikanische Mixed-Martial-Arts-KämpferinGina Carano (* 1982)

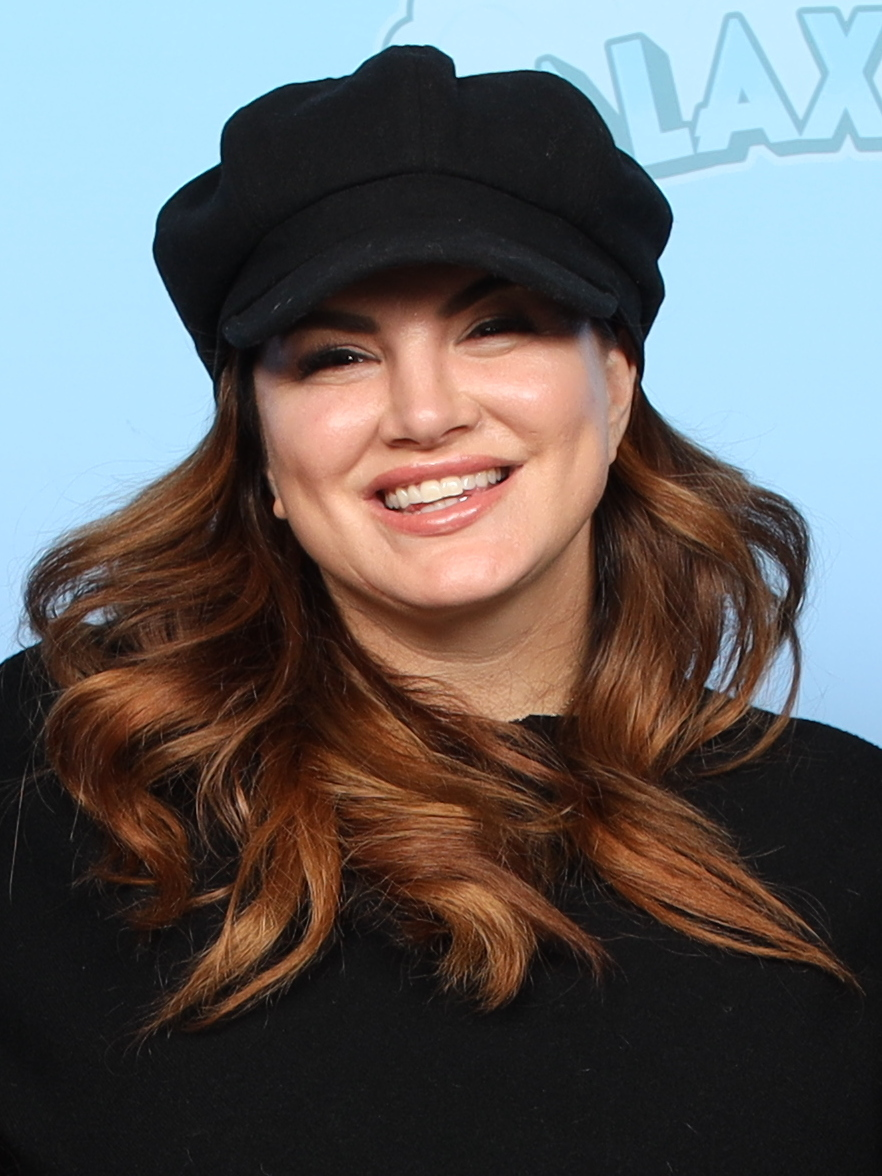
Gina Carano (* 1982)

- Caranobe, Benoît (* 1980), französischer Turner

### Carap
- Carapaz, Richard (* 1993), ecuadorianischer RadrennfahrerRichard Carapaz (* 1993)

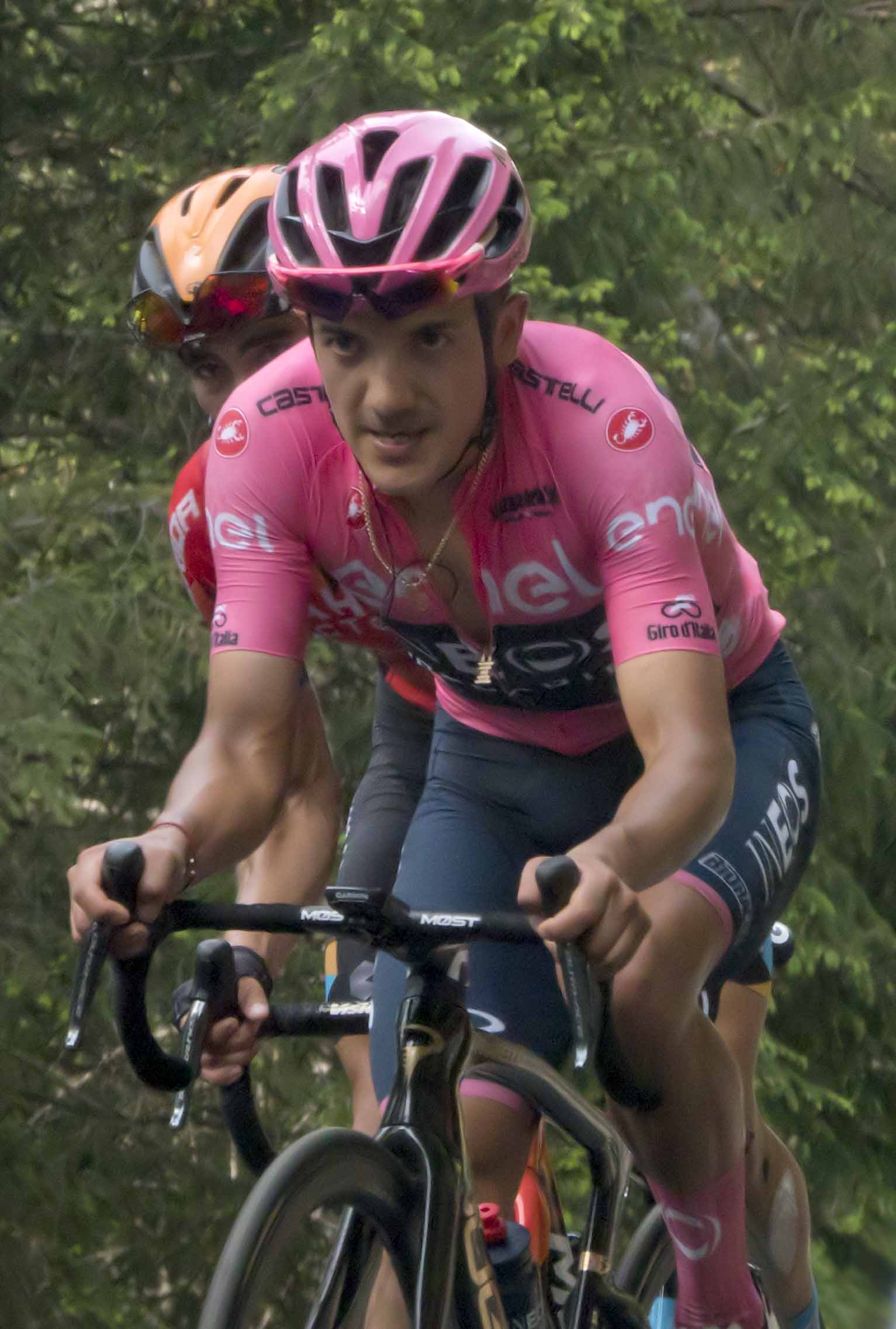
Richard Carapaz (* 1993)

- Carapellese, Riccardo (1922–1995), italienischer Fußballspieler und -trainer
- Čarapina, Goran (* 1981), kroatischer Handballtorwart
- Carapinha, Jorge (1925–1981), portugiesischer Postangestellter und osttimoresischer Freiheitskämpfer

### Caras
- Caras, Emil (* 1967), moldauischer Fußballnationalspieler
- Carasco, Étienne (* 1913), französischer Fußballspieler
- Carasik, Cheryl (* 1952), US-amerikanische Szenenbildnerin
- Carasse, Bernard († 1586), französischer Kartäuser
- Carasso, Daniel (1905–2009), französischer Unternehmer
- Carasso, Isaac (1874–1939), Gründer des Unternehmens Danone
- Carastergiou, Kethi (* 1960), türkische Fußballspielerin

### Carat
- Carata, Giuseppe (1915–2003), italienischer Geistlicher und Erzbischof von Trani-Barletta-Bisceglie-Nazareth
- Caratacus, Militärführer der Kelten Britanniens
- Carathéodory Pascha, Alexander (1833–1906), osmanischer Diplomat
- Carathéodory, Constantin (1873–1950), deutscher Mathematiker griechischer Herkunft
- Carati, Lilli (1956–2014), italienische Filmschauspielerin
- Caratini, Patrice (* 1946), französischer Jazz-Bassist
- Caratsch, Claudio (1936–2020), Schweizer Diplomat
- Caratsch, Reto (1901–1978), Schweizer Jurist, Journalist und Schriftsteller
- Caratti, Cristiano (* 1970), italienischer Tennisspieler
- Caratti, Francesco († 1677), italienischer Architekt des Frühbarocks in Böhmen
- Carattoni, Antonio (* 1945), san-marinesischer Politiker
- Carattoni, Enrico (* 1985), san-marinesischer Politiker
- Caratus, antiker römischer Toreut

### Carau
- Carausius († 293), römischer Usurpator, der ein kurzlebiges Sonderreich in Britannien und im nördlichen Gallien gründete

### Carav
- Caravaca, Éric (* 1966), französischer Schauspieler und FilmregisseurÉric Caravaca (* 1966)

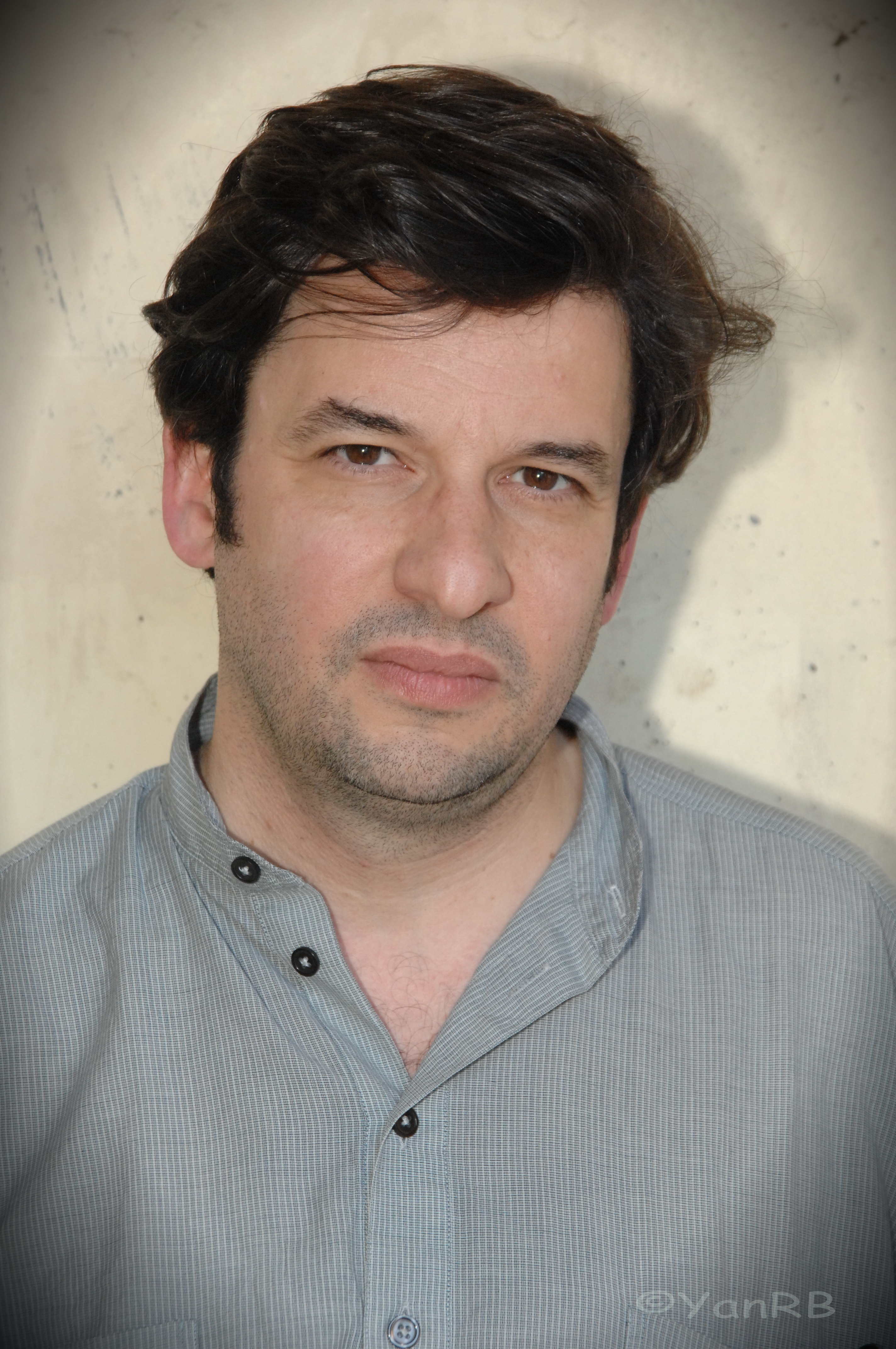
Éric Caravaca (* 1966)

- Caravaggio, Polidoro da († 1543), italienischer Maler
- Caravaque, Louis (1684–1754), französischer Maler
- Caravario, Kallistus (1903–1930), italienischer Salesianer Don Boscos und Missionar in China
- Caravatti, Franco (* 1943), Schweizer Fussballtorhüter
- Caravella, Zenon (* 1983), australischer Fußballspieler
- Caravelli, Marzia (* 1981), italienische Leichtathletin
- Caraveo, Yadira (* 1980), US-amerikanische Politikerin der Demokratischen Partei

### Caraw
- Caraway, Hattie (1878–1950), US-amerikanische Politikerin (Demokratische Partei)
- Caraway, Paul (1905–1985), US-amerikanischer General
- Caraway, Thaddeus H. (1871–1931), US-amerikanischer Politiker (Demokratische Partei)

### Carax
- Carax, Leos (* 1960), französischer FilmregisseurLeos Carax (* 1960)

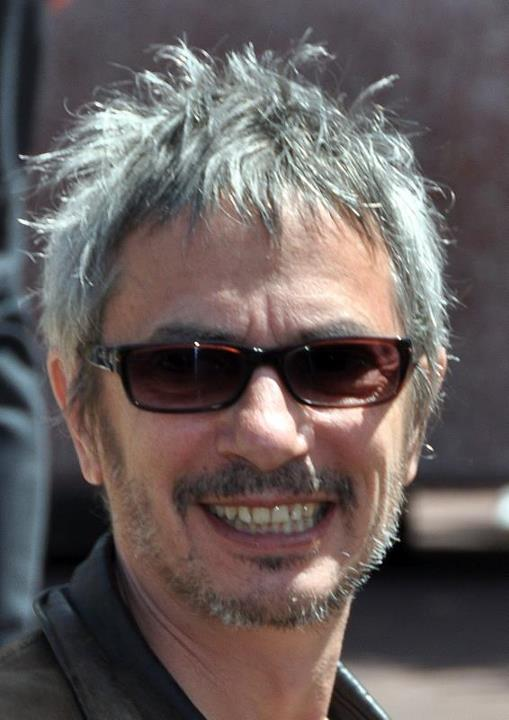
Leos Carax (* 1960)

### Caray
- Carayannis, Denis (* 1918), griechischer Diplomat
- Carayol, Henri (* 1953), französischer Mathematiker
- Carayol, Michel (1934–2003), französischer Ingenieur
- Carayol, Mustapha (* 1988), gambischer Fußballnationalspieler
- Carayon, Jean-Pierre (1943–2018), französischer Fußballspieler und Fußballtrainer
- Carayon, Orsise (1804–1876), französischer Zisterzienserabt des Klosters Aiguebelle

### Caraz
- Carazo Aranda, Evaristo (1822–1889), nicaraguanischer Politiker und Präsident (1887–1889)
- Carazo Odio, Rodrigo (1926–2009), costa-ricanischer Politiker, Präsident Costa Ricas
- Carazo, Hernán (* 1955), costa-ricanischer Biathlet
- Carazo, Juan (* 1964), puerto-ricanischer Boxer